# 日本経済新聞大阪本社

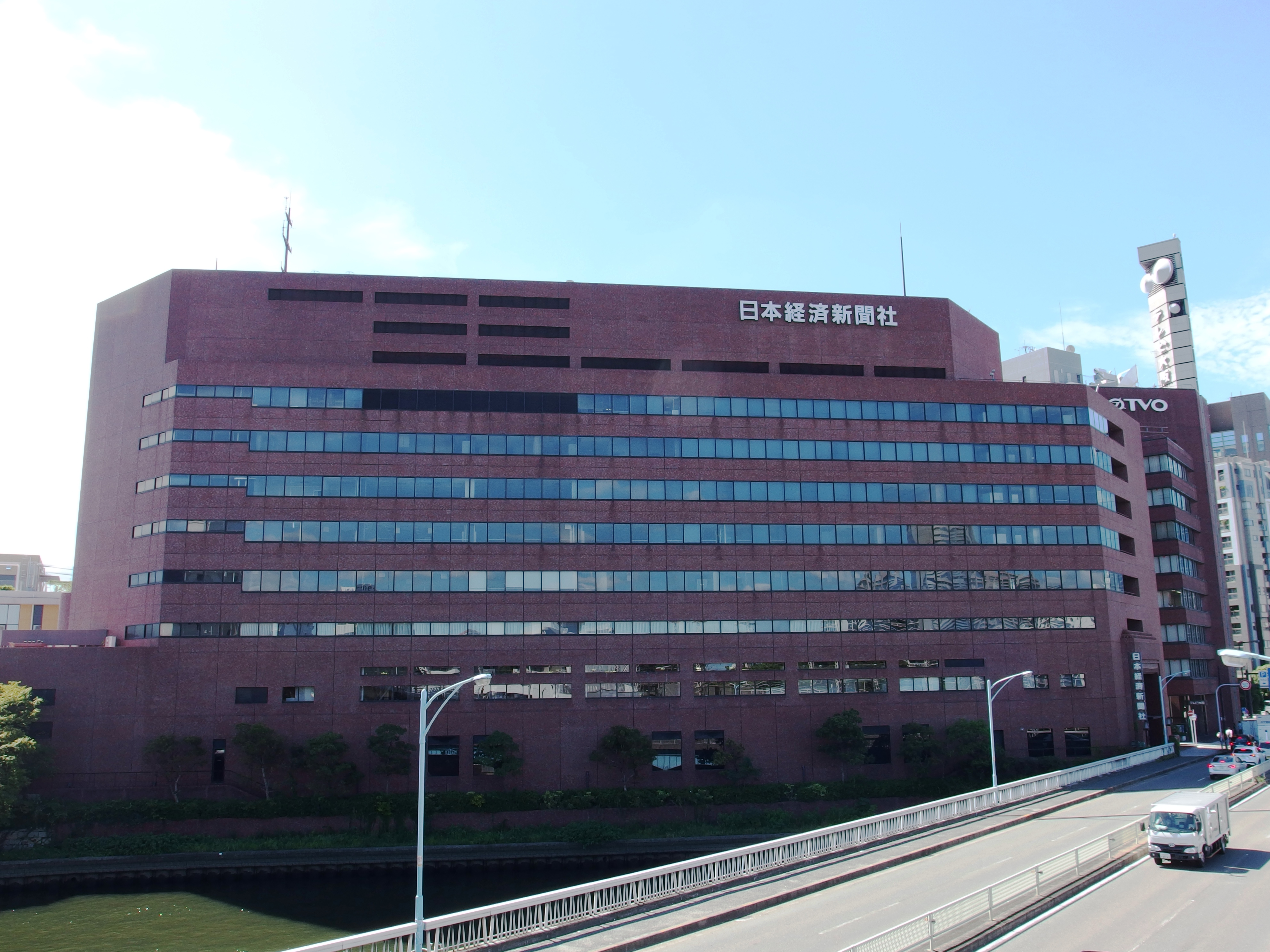
旧大阪本社（現在は解体、大阪市中央区大手前）

日本経済新聞大阪本社（にほんけいざいしんぶん・おおさかほんしゃ）は日本経済新聞の発行本社の1つで近畿地方・山口県以外の中国・四国地方、並びに北陸地方・三重県伊賀・東紀州地域向けの新聞を発行している会社である。

## 概要
日本経済新聞の前身、中外商業新報は1924年（大正13年）、大阪市で『大阪中外商業新報』を創刊した。
1942年（昭和17年）、大阪中外商業新報は同じく大阪で発行されていた日本工業新聞に強制統合される形で廃刊。日本工業新聞は『産業経済新聞』と改題した。このため、戦後の1950年（昭和25年）に産経が東京に進出するまで、産業経済新聞と中外商業新報改め『日本産業経済』は取材・販売地域の棲み分けをさせられ、以後本紙と産経新聞は同じ歴史の流れの上を歩むことになる。
1951年（昭和26年）、日本産業経済新聞社改め日本経済新聞社は産経の東京進出に対抗して、それまで関東地方を基盤としていた「日本経済新聞」の全国展開に乗り出すことにし、大阪市での印刷・発刊を再開した。10年後の1961年（昭和36年）、日経は大阪の拠点を発行本社に格上げし、東京・大阪の2本社制により悲願の全国紙化を果たした。
1982年にはテレビ東京の地方系列第1号となるテレビ大阪、1985年には岡山県・香川県をサービスエリアとするテレビせとうち（但し主資本は日経と印刷提携を結ぶ山陽新聞）を開局させている。
1980年9月に名古屋支社での現地印刷が開始されるまでの間は、静岡県（全域東京本社管轄）を除く、東海地方向けの新聞の印刷も行っていた。
2015年5月7日、長らく本社ビルを置いていた大手前から、印刷部門を残し、高麗橋に新築移転した。新社屋は地上10階地下1階建て。本社、グループ会社のほか、テナントとして3、4階には共同通信社の大阪支社が入居した。なお、旧社屋は新社屋移転後解体され、旧社屋の跡地は隣接するテレビ大阪の新社屋（1 - 4階）とダブルツリー byヒルトン大阪城（6 - 20階）の複合ビルとして、2024年春の開業を予定している。

## 発行拠点
- 大阪本社 大阪府大阪市中央区高麗橋一丁目4番2号 〒541-8515
- 神戸支社 兵庫県神戸市中央区下山手通七丁目1番24号
- 京都支社 京都府京都市中京区烏丸通竹屋町角
- 印刷所
  - 直営：大阪府大阪市城東区（2019年9月開業。それまでは大手前=大阪本社旧館、南港にあったが、いずれも閉鎖、城東区放出の工場に統合）
  - 全国紙への委託印刷：京都府京都市伏見区（トーシ・プリンティングサービス、朝日新聞系）
  - 地方紙への委託印刷：兵庫県西宮市（神戸新聞総合印刷阪神印刷センター 神戸新聞系[注 3]）、石川県白山市（ショセキ、北國新聞系）、岡山県倉敷市（山陽新聞系）、広島県広島市中区（中国印刷、中国新聞系）、香川県高松市（四国新聞系）

## 地域経済面（地方版）
原則として日・月曜日と、祝日のあくる日を除く毎日収録されている。大阪本社管内においては、
- A版、B版（主に大阪府・和歌山県地区）
- 京滋版
- 兵庫版
  - 日によって以上の2府4県を統合した「近畿経済版」として扱う場合がある。
- 北陸版
- 広島版
- 中国版（広島県以外の地区　日によっては広島版を統合した中国版とする日もある）
- 四国版

とがある。

## 番組表
朝・夕刊とも最終頁ではなく中頁掲載

### 第1テレビ面・ラジオ面
近畿A
※三重県伊賀地方で発行されている版も近畿Aの番組表が掲載されている。
- フルサイズ：NHKテレビ、NHK Eテレ、MBSテレビ、ABCテレビ、テレビ大阪、カンテレ、読売テレビ（読売の隣に解説欄）
  - 2009年3月29日までは他の京阪神発行の新聞と同じくアナログチャンネル順（NHK総合、同教育、MBS、ABC、KTV、YTV、TVOでTVOの隣が解説欄）だったが、同3月30日からデジタルのチャンネルID順となった。
  - この配列は京阪神発行の新聞では2011年7月24日のデジタル完全移行後も唯一で、他紙はTVOが大阪府の府内域放送であることを配慮して、アナログ時代と同じ配置での掲載となっている。
- ハーフより少し大きめ：サンテレビ、テレビ和歌山、京都テレビ、びわ湖放送、奈良テレビ放送、ラジオNIKKEI、NHK第1
- クォーター2列：NHKFM、FM802、FM大阪
- ハーフサイズ：NHK第2
- クォーターより大きめ：関西、ABCラジオ、MBS、大阪、京都、和歌山、FM COCOLO、e-Radio、α station、Kiss-FM

北陸（富山県・石川県・福井県）
- フルサイズ：NHKテレビ、NHK Eテレ、テレビ金沢、HAB、MROテレビ、石川テレビ、FBCテレビ、福井テレビ、KNBテレビ、チューリップTV、BBT
- ハーフサイズ：ぎふチャン、信越放送テレビ、東海テレビ、CBCテレビ、NHK第1、ラジオNIKKEI
- 1/3サイズ：NHK第2、FBCラジオ、MROラジオ、KNBラジオ、NHKFM、FM福井、FMとやま、FM石川、FM大阪

岡山県
- フルサイズ：NHKテレビ、NHK Eテレ、西日本テレビ、瀬戸内海放送、RSKテレビ、TSCテレビせとうち、OHKテレビ、日本海 NKT、山陰 BSS、山陰中央 TSK、RCCテレビ
- ハーフサイズ：広島テレビ、広島ホームテレビ、ラジオNIKKEI、BSSラジオ、RSK、RCCラジオ、西日本放送、四国放送
- クォーター2列：NHK第1、NHK第2、NHKFM、エフエム山陰、FM愛媛、FM香川、FM岡山
- 極小サイズ：NHK Eテレ サブ

広島県
- フルサイズ：NHKテレビ、NHK Eテレ、RCCテレビ、広島テレビ、広島ホームテレビ、テレビ新広島、テレビ山口 TYS、山口 KRY、山口朝日 YAB、TSCテレビせとうち
- ハーフサイズ：RSKテレビ、OHKテレビ、西日本テレビ、瀬戸内海放送、南海テレビ、愛媛朝日、テレビ愛媛、NHK第1、ラジオNIKKEI
- クォーターサイズ：NHK第2、RCCラジオ、RSK、山口放送、NHK FM、広島FM、エフエム山口

四近B（徳島県）
- フルサイズ：NHKテレビ、NHK Eテレ、四国テレビ、MBSテレビ、ABCテレビ、カンテレ、読売テレビ
- ハーフサイズ：テレビ大阪、サンテレビ、テレビ和歌山、三重テレビ、奈良テレビ放送、NHK第1、ラジオNIKKEI
- クォーターサイズ：関西、ABCラジオ、MBS、大阪、和歌山、四国放送、NHK第2、NHK FM
- クォーター2列：FMとくしま、FM大阪
- 極小サイズ：NHK Eテレ サブ
- 極小サイズ（やや大きめ）：京都、FM COCOLO

四国（香川県・愛媛県・高知県）
- フルサイズ：NHKテレビ、NHK Eテレ、西日本テレビ、瀬戸内海放送、RSKテレビ、TSCテレビせとうち、高知放送、テレビ高知、南海テレビ、テレビ愛媛
- ハーフサイズ：愛媛朝日、あいテレビ、OHKテレビ、さんさんテレビ、ラジオNIKKEI、NHK第1
- クォーターサイズ：NHK第2、南海、高知、RCCラジオ、RSK、西日本放送、NHK FM、FM愛媛、FM香川、FM高知、FM岡山

### 第2テレビ面
- 東京本社版に配列同じ

### 夕刊　テレビ・ラジオ欄
近畿
- フルサイズ：近畿Aの朝刊に同じ
- ハーフサイズ：NHK BS、NHK BSプレミアム4K、日経CNBC
- クォーターサイズ（地上波テレビ）：サンテレビ、京都テレビ、びわ湖放送、奈良テレビ放送、テレビ和歌山
- クォーターサイズ（ラジオ）：NHK第1、NHK第2、ABCラジオ、MBS、大阪、関西、京都、ラジオNIKKEI、NHKFM、FM802、FM大阪、Kiss-FM、α station、e-Radio、FM COCOLO
- クォーターサイズ（BS）：BS日テレ、BS朝日、BS-TBS、BSテレ東、BSフジ、WOWOWプライム、同ライブ、同シネマ、BS10、BS11 イレブン、BS12 トゥエルビ、BS松竹東急、BSよしもと
- 極小サイズ：放送大学テレビ、NHK Eテレ サブ
- 極小だが大きめのサイズ：ゴルフネットワーク、CNN j

## セット・統合版の別
夕刊がある「セット版」は近畿地方（三重県伊賀・東紀州を含め、山間部・離島など一部除く）のみであるが、岡山駅や新倉敷駅、福山駅の一部キヨスクでは夕刊（番組表差し替え無し）の早版が発売されているところがある。上記以外は全日統合版（朝刊）のみ。

## 関連放送局
- テレビ大阪 - 大阪府域内を対象としたテレビ放送局
- テレビせとうち - 岡山県と香川県を対象としたテレビ局、本社は岡山市。開局当時は中鉄バスが筆頭株主だったが、現在の筆頭株主は山陽新聞社、日経は開局時から現在まで第二位株主。